# یواس‌اس فرانسه (دی‌ئی-۳۶۷)
یواس‌اس فرانسه (دی‌ئی-۳۶۷) (به انگلیسی: USS French (DE-367)) یک کشتی بود که طول آن ۳۰۶ فوت (۹۳ متر) بود. این کشتی در سال ۱۹۴۴ ساخته شد.